# Figa (signe)
|  | No s'ha de confondre amb Tinc el teu nas. |

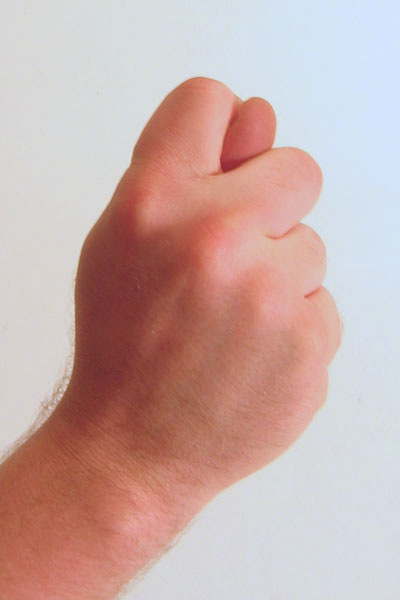
germà

La figa, originàriament un amulet italià anomenat Mano Fico, també va ser utilitzada pels etruscs a l'època romana. Mano significa mà i Fico o Figa és la representació dels genitals femenins, principalment el clítoris i estava associat amb la fertilitat i l'erotisme.

## Significat a diferents països
- A Itàlia aquest signe, conegut com "fica" o "far le fiche", la semblança amb el clítoris, era un gest comú i molt grosser en segles passats, equivalent al dit mitjà estès.

El gest també és esmentat per Dante al vint-i-cinquè racó de l'Inferno de la Divina Comèdia als versos 1-16, on l'ànima de Vanni Fucci fa aquest gest com un acte de blasfèmia contra Déu.
| «                                                 | Al fine de le sue parole il ladro le mani alzò con amendue le fiche, gridando: “Togli, Dio, ch’a te le squadro!” | » |
| — Dante Alighieri, Divina Commedia, Inf. XXV, 1-3 | |   |

- A Turquia aquest signe, conegut com "nah", és un gest molt conegut i molt ofensiu.[1]

- A Rússia aquest signe, conegut com "фиг тебе" (pronunciat "fik tibie") o "фиг [тебе] с маслом" (pronunciat "fik [tibie] s maslam"), és un gest molt ofensiu i utilitzat per negar algú. alguna cosa, enriure's d'algú que no va aconseguir el que volia, o demostrar a algú que no aconseguirà res.

- Als països de parla anglesa, com els Estats Units, i d'altres, com Portugal, és un joc infantil en el qual es simula treure el nas d'un nen de la cara.[4]

- Al Brasil, Galícia i Portugal, aquest signe simbolitza els desitjos de bona sort i de conjurar la mala sort.

En aquests països també s'utilitza com a amulet contra el mal d'ull en la creença que l'obscè distreu el mal.

### Galeria d'imatges

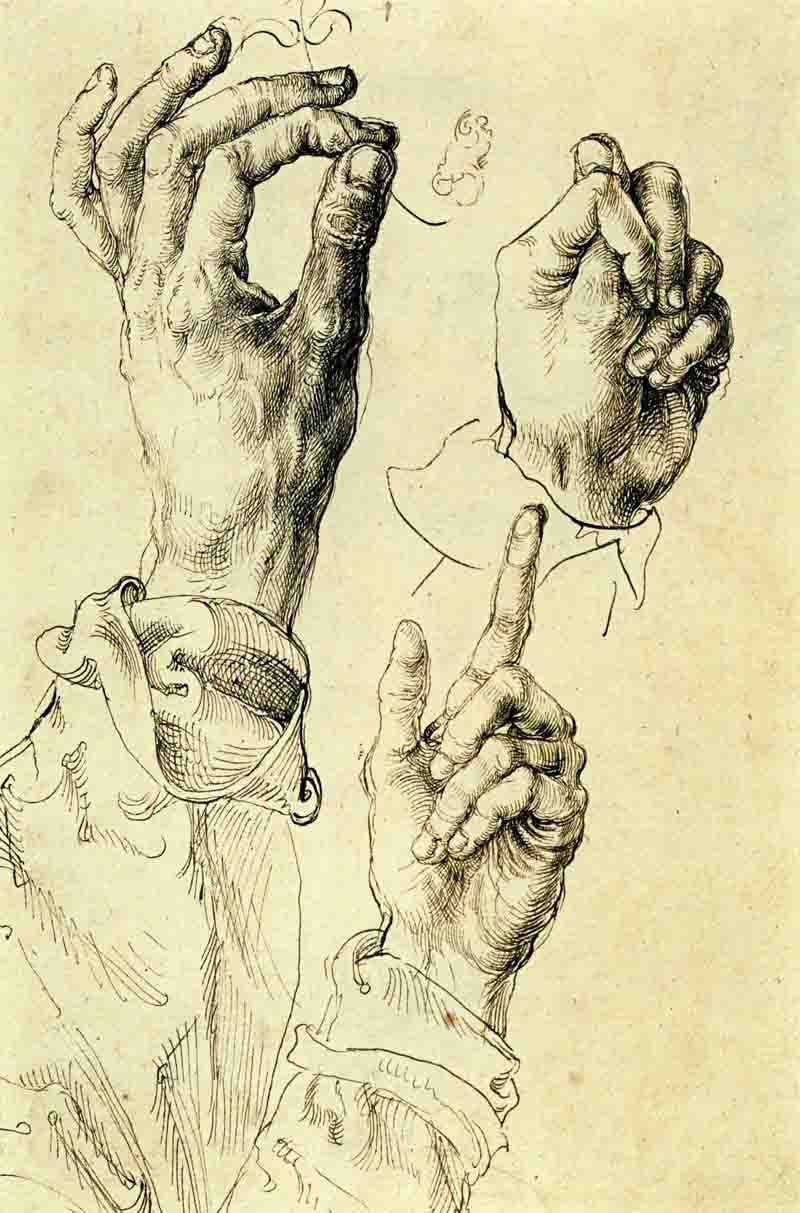
Albrecht Dürer: Studienblatt mit Handen, ca. 1494.
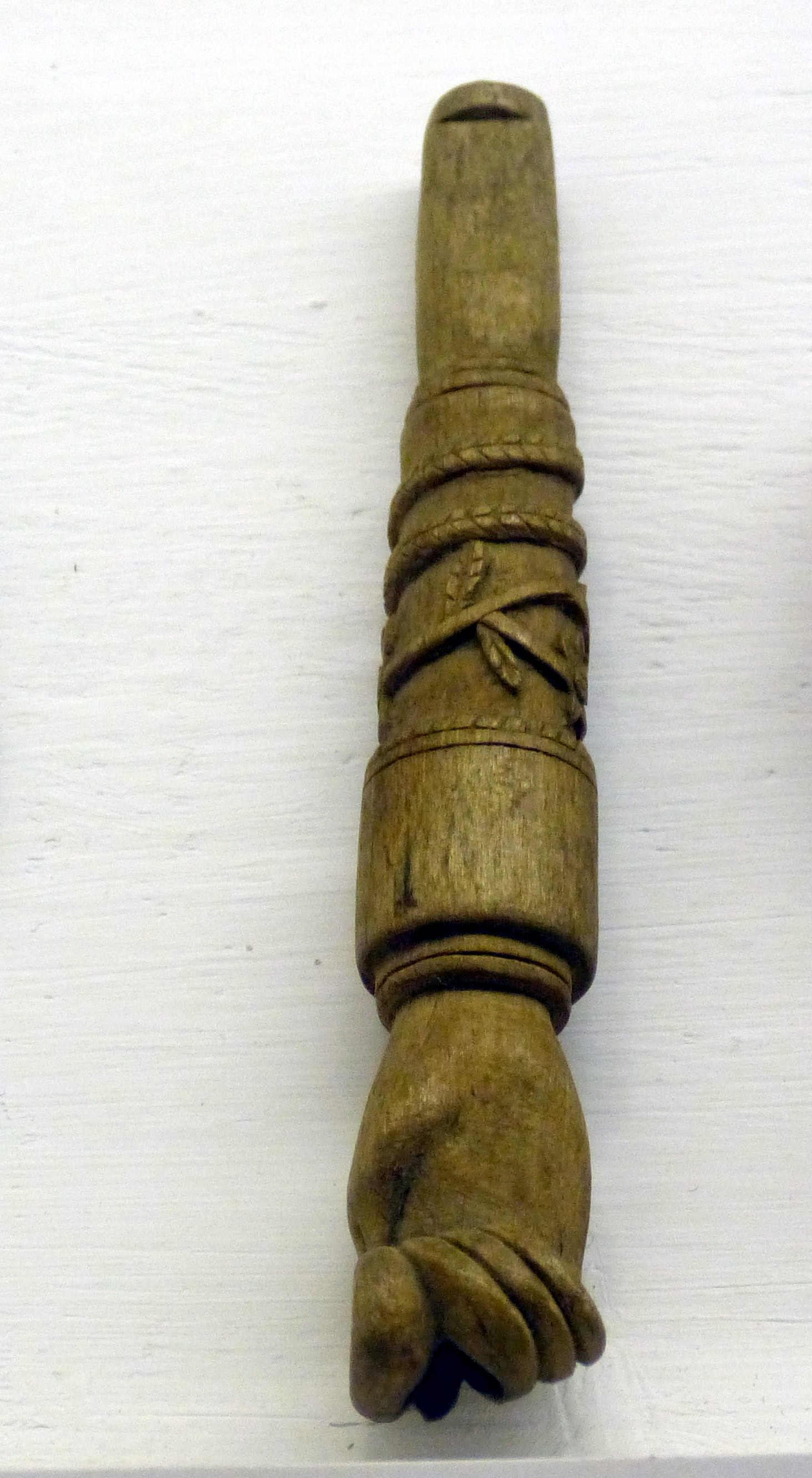
Patuá, Mühlviertler Schlossmuseum, Freistadt
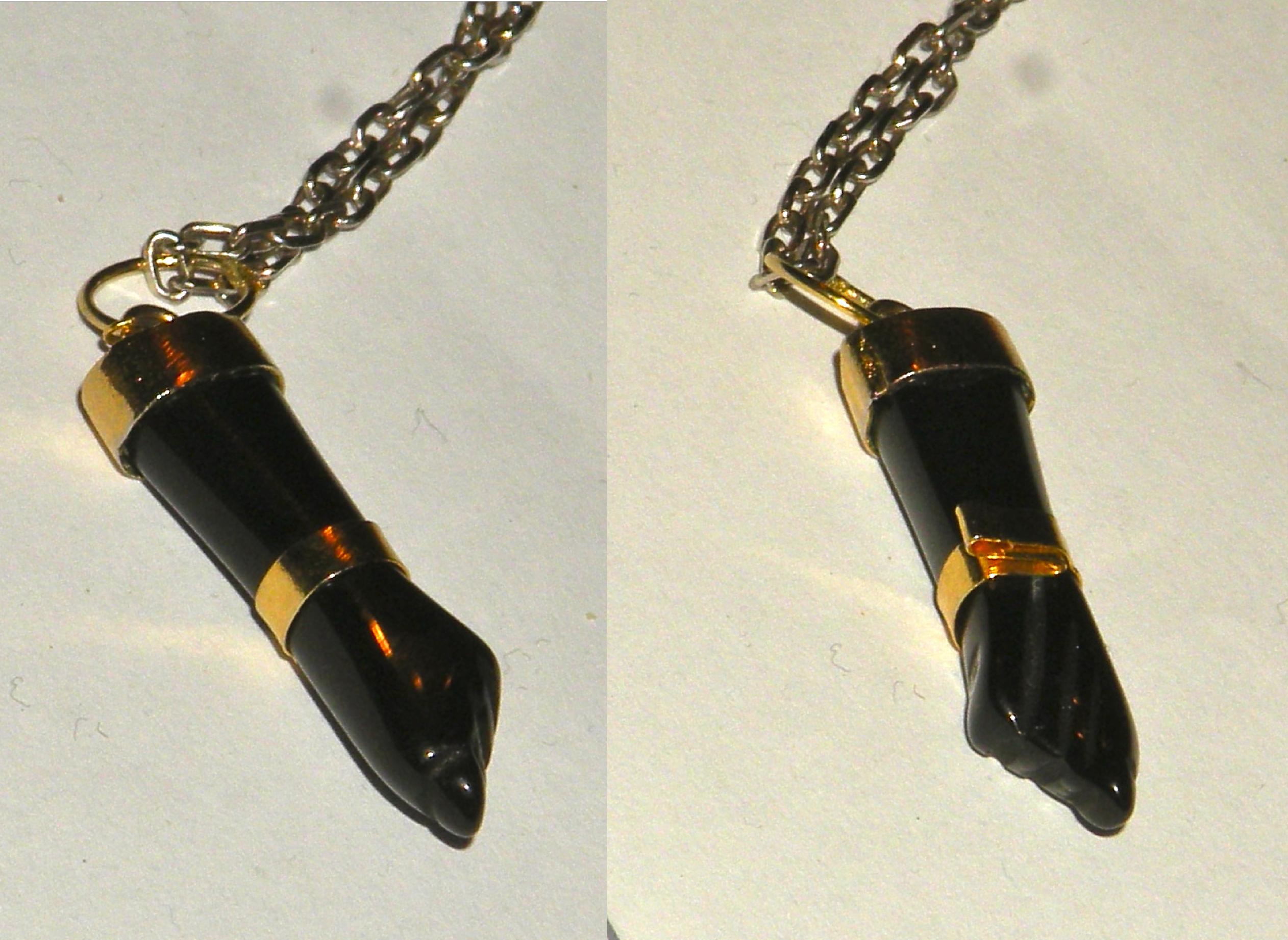
Pendents